# Lucas Borges
Lucas Borges (Buenos Aires, 17 febbraio 1980) è un ex rugbista a 15 argentino che giocava come tre quarti ala.

## Biografia
Cresciuto nel club argentino del Pucará, Borges divenne professionista nel 2004 e si trasferì in Francia nello Stade français; in tre stagioni nel club parigino Borges giunse alla finale di Heineken Cup 2004-05 e vinse il campionato francese nel 2006-07, la sua ultima stagione nel club.
L'anno successivo militò nel Benetton Treviso, con cui raggiunse la finale scudetto del Super 10, e successivamente tornò in Francia al Dax; nella stagione 2009-10 fu invece nell'Albi, altro club di prima divisione francese, in cui rimase due stagioni; nel 2011 decise di tornare in Argentina, al suo club originario del Pucará.
Esordì in Nazionale argentina a Montevideo contro il Paraguay nel corso del campionato Sudamericano 2003, anche se poi non fu selezionato per la successiva Coppa del Mondo; selezionato di nuovo a un anno di distanza dal Sudamericano 2003 per l'edizione successiva del torneo continentale, rimase in pianta stabile in formazione, fino a disputare da titolare cinque incontri della Coppa del Mondo di rugby 2007 in Francia, torneo nel quale i Pumas giunsero terzi assoluti.
Inizialmente escluso dalla rosa alla Coppa del Mondo di rugby 2011, a causa dell'infortunio occorso a Gonzalo Tiesi fu richiamato d'urgenza in Nuova Zelanda dal C.T. Santiago Phelan per sostituire il compagno inutilizzabile, anche se a sua volta Borges non fu mai schierato nella manifestazione.

## Palmarès
- Campionati sudamericani: 2
Argentina: 2003, 2004
- Campionati francesi: 1
Stade français: 2006-07